# 尼克特·亚历杭德拉·索托马约尔
尼克特·亚历杭德拉·索托马约尔（西班牙語：Nikté Alejandra Sotomayor，1994年7月1日—），危地馬拉女子羽毛球運動員。

## 簡歷
2017年3月，索托马约尔出戰吉拉爾迪拉羽毛球賽，與Alejandra Jose Paiz Quan合作打進女子雙打比賽準決賽。

## 主要比賽成績
只列出曾進入準決賽的國際賽事成績：
| 年份   | 賽事                         | 公開賽級別 | 項目     | 拍檔                        | 成績   |
| ------ | ---------------------------- | ---------- | -------- | --------------------------- | ------ |
| 2011年 | 泛美洲青年羽毛球錦標賽       | 其他       | 混合團體 | －                          | 季軍   |
| 2012年 | 蘇利南羽毛球國際賽           | 國際系列賽 | 女子單打 | －                          | 準決賽 |
| 2012年 | 蘇利南羽毛球國際賽           | 國際系列賽 | 女子雙打 | Beatriz Ramos               | 季軍   |
| 2012年 | 蘇利南羽毛球國際賽           | 國際系列賽 | 混合雙打 | 魯本·卡斯特利亞諾斯         | 亞軍   |
| 2013年 | 危地馬拉羽毛球國際賽         | 國際系列賽 | 女子雙打 | Krisley Nohemi Lopez        | 冠軍   |
| 2013年 | 危地馬拉羽毛球國際賽         | 國際系列賽 | 混合雙打 | 乔纳森·索利斯               | 冠軍   |
| 2013年 | 加勒比地區羽毛球聯合會國際賽 | 未來系列賽 | 女子單打 | －                          | 冠軍   |
| 2014年 | 南方共同市場羽毛球國際賽     | 國際系列賽 | 女子雙打 | Ana Lucia De Leon           | 準決賽 |
| 2014年 | 智利羽毛球國際賽             | 國際系列賽 | 女子單打 | －                          | 準決賽 |
| 2014年 | 智利羽毛球國際賽             | 國際系列賽 | 混合雙打 | 乔纳森·索利斯               | 準決賽 |
| 2014年 | 危地馬拉羽毛球國際賽         | 國際挑戰賽 | 女子單打 | －                          | 準決賽 |
| 2015年 | 秘魯羽毛球國際系列賽         | 國際系列賽 | 女子單打 | －                          | 準決賽 |
| 2015年 | 牙買加羽毛球國際賽           | 國際系列賽 | 混合雙打 | 乔纳森·索利斯               | 亞軍   |
| 2016年 | 危地馬拉羽毛球國際賽         | 國際系列賽 | 女子雙打 | 玛丽安娜·伊莎贝尔·派斯·奎安 | 冠軍   |
| 2016年 | 哥倫比亞羽毛球國際賽         | 國際系列賽 | 女子單打 | －                          | 冠軍   |
| 2016年 | 哥倫比亞羽毛球國際賽         | 國際系列賽 | 混合雙打 | 乔纳森·索利斯               | 冠軍   |
| 2017年 | 吉拉爾迪拉羽毛球賽           | 國際系列賽 | 女子雙打 | Alejandra Jose Paiz Quan    | 準決賽 |
| 2017年 | 危地馬拉羽毛球未來系列賽     | 未來系列賽 | 女子單打 | －                          | 冠軍   |
| 2017年 | 危地馬拉羽毛球未來系列賽     | 未來系列賽 | 混合雙打 | 乔纳森·索利斯               | 冠軍   |
| 2017年 | 墨西哥羽毛球國際賽           | 國際系列賽 | 混合雙打 | 乔纳森·索利斯               | 準決賽 |
| 2017年 | 聖多明哥羽毛球公開賽         | 國際系列賽 | 女子單打 | －                          | 準決賽 |
| 2017年 | 聖多明哥羽毛球公開賽         | 國際系列賽 | 女子雙打 | Alejandra Jose Paiz Quan    | 準決賽 |
| 2018年 | 秘魯羽毛球國際賽             | 國際系列賽 | 混合雙打 | 阿尼巴尔·马罗金             | 準決賽 |
| 2018年 | 危地馬拉羽毛球國際系列賽     | 國際系列賽 | 女子單打 | －                          | 準決賽 |
| 2018年 | 聖多明哥羽毛球公開賽         | 國際系列賽 | 女子單打 | －                          | 準決賽 |
| 2018年 | 聖多明哥羽毛球公開賽         | 國際系列賽 | 女子雙打 | 迪安娜·科尔莱托·索托        | 亞軍   |
| 2018年 | 蘇利南羽毛球國際賽           | 國際系列賽 | 女子單打 | －                          | 準決賽 |
| 2018年 | 蘇利南羽毛球國際賽           | 國際系列賽 | 女子雙打 | 迪安娜·科尔莱托·索托        | 亞軍   |
| 2018年 | 薩爾瓦多羽毛球國際賽         | 未來系列賽 | 女子單打 | －                          | 準決賽 |
| 2018年 | 薩爾瓦多羽毛球國際賽         | 未來系列賽 | 女子雙打 | 迪安娜·科尔莱托·索托        | 亞軍   |
| 2019年 | 牙買加羽毛球國際賽           | 國際系列賽 | 女子雙打 | 迪安娜·科尔莱托·索托        | 準決賽 |
| 2019年 | 秘魯羽毛球未來系列賽         | 未來系列賽 | 女子雙打 | 迪安娜·科尔莱托·索托        | 亞軍   |
| 2019年 | 秘魯羽毛球國際賽             | 國際系列賽 | 女子雙打 | 迪安娜·科尔莱托·索托        | 冠軍   |
| 2019年 | 墨西哥羽毛球未來系列賽       | 未來系列賽 | 女子單打 | －                          | 準決賽 |
| 2019年 | 墨西哥羽毛球未來系列賽       | 未來系列賽 | 女子雙打 | 迪安娜·科尔莱托·索托        | 亞軍   |
| 2019年 | 泛美運動會羽毛球比賽         | 其他       | 女子單打 | －                          | 銅牌   |
| 2019年 | 墨西哥羽毛球國際賽           | 國際系列賽 | 女子單打 | －                          | 準決賽 |
| 2019年 | 危地馬拉羽毛球國際系列賽     | 國際系列賽 | 女子雙打 | 迪安娜·科爾萊托·索托        | 準決賽 |
| 2019年 | 巴西羽毛球國際系列賽         | 國際系列賽 | 女子單打 | －                          | 準決賽 |
| 2019年 | 危地馬拉羽毛球未來系列賽     | 未來系列賽 | 女子雙打 | 迪安娜·科爾萊托·索托        | 準決賽 |
| 2019年 | 危地馬拉羽毛球未來系列賽     | 未來系列賽 | 混合雙打 | 喬納森·索利斯               | 準決賽 |
| 2021年 | 聖多明哥羽毛球公開賽         | 國際系列賽 | 女子單打 | －                          | 冠軍   |
| 2021年 | 聖多明哥羽毛球公開賽         | 國際系列賽 | 女子雙打 | 迪安娜·科尔莱托·索托        | 冠軍   |
| 2021年 | 秘魯羽毛球國際賽             | 國際系列賽 | 女子雙打 | 迪安娜·科尔莱托·索托        | 冠軍   |
| 2021年 | 泛美洲羽毛球錦標賽           | 其他       | 女子雙打 | 迪安娜·科尔莱托·索托        | 季軍   |
| 2021年 | 危地馬拉羽毛球國際系列賽     | 國際系列賽 | 女子雙打 | 迪安娜·科尔莱托·索托        | 準決賽 |
| 2021年 | 危地馬拉羽毛球未來系列賽     | 未來系列賽 | 女子單打 | －                          | 準決賽 |
| 2021年 | 危地馬拉羽毛球未來系列賽     | 未來系列賽 | 女子雙打 | 迪安娜·科尔莱托·索托        | 冠軍   |
| 2022年 | 聖多明哥羽毛球公開賽         | 國際系列賽 | 女子雙打 | 迪安娜·科爾萊托·索托        | 亞軍   |
| 2022年 | 巴西羽毛球國際系列賽         | 國際系列賽 | 女子雙打 | 迪安娜·科爾萊托·索托        | 亞軍   |
| 2022年 | 危地馬拉羽毛球國際系列賽     | 國際系列賽 | 女子單打 | －                          | 準決賽 |
| 2022年 | 危地馬拉羽毛球國際系列賽     | 國際系列賽 | 女子雙打 | 迪安娜·科爾萊托·索托        | 亞軍   |
| 2023年 | 聖多明哥羽毛球公開賽         | 國際系列賽 | 女子單打 | －                          | 準決賽 |
| 2023年 | 巴西羽毛球國際系列賽         | 國際系列賽 | 女子雙打 | 迪安娜·科爾萊托·索托        | 準決賽 |
| 2023年 | 千里達及托巴哥羽毛球國際賽   | 國際系列賽 | 女子單打 | －                          | 準決賽 |
| 2023年 | 墨西哥羽毛球未來系列賽       | 未來系列賽 | 女子單打 | －                          | 冠軍   |
| 2023年 | 委内瑞拉羽毛球國際賽         | 國際系列賽 | 女子單打 | －                          | 準決賽 |
| 2023年 | 危地馬拉羽毛球國際系列賽     | 國際系列賽 | 女子雙打 | 迪安娜·科尔莱托·索托        | 冠軍   |
| 2024年 | 吉拉爾迪拉羽毛球賽           | 未來系列賽 | 女子單打 | －                          | 亞軍   |
| 2024年 | 墨西哥羽毛球未來系列賽       | 未來系列賽 | 女子雙打 | 迪安娜·科尔莱托·索托        | 準決賽 |
| 2024年 | 危地馬拉羽毛球未來系列賽     | 未來系列賽 | 女子單打 | －                          | 亞軍   |
| 2024年 | 危地馬拉羽毛球未來系列賽     | 未來系列賽 | 女子雙打 | 迪安娜·科尔莱托·索托        | 冠軍   |
| 2024年 | 秘魯羽毛球國際系列賽         | 國際系列賽 | 女子單打 | －                          | 準決賽 |
| 2024年 | 秘魯羽毛球國際系列賽         | 國際系列賽 | 女子雙打 | 迪安娜·科尔莱托·索托        | 亞軍   |
| 2024年 | 墨西哥羽毛球國際賽           | 國際系列賽 | 女子單打 | －                          | 亞軍   |
| 2024年 | 墨西哥羽毛球國際賽           | 國際系列賽 | 女子雙打 | 迪安娜·科尔莱托·索托        | 準決賽 |
| 2024年 | 薩爾瓦多羽毛球國際賽         | 國際系列賽 | 女子雙打 | 迪安娜·科尔莱托·索托        | 亞軍   |

| 2007-2017年 | 首要超級賽 | 超級賽 | 黃金大獎賽 | 大獎賽 | 國際挑戰賽 | 國際系列賽 | 未來系列賽 | 其他 |

| 2018-2026年 | 總決賽 | 超級1000賽 | 超級750賽 | 超級500賽 | 超級300賽 | 超級100賽 | 國際挑戰賽 | 國際系列賽 | 未來系列賽 | 其他 |

### 奧運會和世錦賽參賽紀錄
|          | 搭檔     | 2019 | 2020       |
| -------- | -------- | ---- | ---------- |
| 女子單打 | 不適用   | －   | 小組第三名 |
| 女子雙打 | D·C·索托 | 48強 | －         |